# Armand Batlle
Armand Batlle, nascut el 12 d'abril de 1987 a Perpinyà (Catalunya Nord, és un jugador de rugbi a XV que juga al lloc de 3/4 Ala.

## Carrera
- USAP (2008-2013)
- US Colomiers (2013-2015)
- FC Grenoble (2015-2017)
- Castres Olympique (2017-2021)[2]

## Palmarès
- Campionat de França de rugbi a 15 2009 amb l'USAP.
- Finalista del Campionat de França de rugbi a 15 2010 amb l'USAP.